# 원미동 사람들 (드라마)
《원미동 사람들》은 1988년 2월 8일부터 1988년 2월 29일까지 방영된 문화방송 월화 미니시리즈이다. 부천시 원미동 주민들의 평범한 모습과 소외된 이웃들을 그린 양귀자의 소설이 원작이다.

## 등장 인물
- 신충식
- 신국
- 이도련
- 정한헌
- 최낙천
- 한애경
- 심양홍
- 윤문식
- 나영진
- 윤여정
- 강미
- 정승현
- 박은수
- 서갑숙
- 임예진
- 박성미
- 박상원
- 천호진
- 김애경
- 이창환

## 회차별 부제
| 1988년 | 1988년   | 1988년             | 1988년                          |
| 회차   | 방송일   | 부제               | 내용                            |
| ------ | -------- | ------------------ | ------------------------------- |
| 제1회  | 2월 8일  | 멀고 아름다운 동네 | 은혜네 어렵게 내집 마련         |
| 제2회  | 2월 9일  | 일용할 양식        | 동네 슈퍼끼리 바겐세일 경쟁     |
| 제3회  | 2월 15일 | 마지막 땅          | 복덕방 찾아가 땅 팔라고 사정    |
| 제4회  | 2월 16일 | 밤의 열기          | 도둑 무서워 잠 못 잔다          |
| 제5회  | 2월 22일 | 원미동 사랑        | 다방레지 혜순과 윤호의 사랑     |
| 제6회  | 2월 23일 | 불씨               | 취직 안 되자 매사에 짜증        |
| 제7회  | 2월 29일 | 원미동 파업        | 철공소 직원 혹사시키자 파업     |
| 제8회  | 2월 29일 | 원미동 내일        | 한 노인의 죽음을 며칠 지나 발견 |

## 편성 변경
- 1988년 2월 22일 : 남극 다큐멘터리 〈세종기지 남극서다〉 방송으로 순연되어 밤 10시 40분부터 방영
- 1988년 2월 23일 : 특집방송 〈제5공화국 7년〉 방송으로 순연되어 밤 10시 40분부터 방영
- 1988년 2월 29일 : 7~8회 연속 방송

## 같이 보기
- 원미동 사람들